# Berkeley (Illinois)
Berkeley è un comune degli Stati Uniti d'America, situato in Illinois, nella contea di Cook.